# Леопарди, Роберто
Роберто Рафаэль Леопарди Лапорта (род. 19 июля 1933) — уругвайский футболист, играл на позиции полузащитника, участник чемпионата мира по футболу 1954 года.

## Биография

### Игровая карьера

#### Клубная
Леопарди начинал карьеру в клубе «Насьональ», в составе которого выиграл три чемпионских титула подряд в 1955, 1956 и 1957 годах.
Затем он переехал в Италию, где играл за «Дженоа» (1957—1959) и «Виченцу» (1959—1960)., а затем вернулся на родину, где присоединился к клубу «Насьональ», где играл до конца сезона.
Затем он перешёл в «Пеньяроль», с которым выиграл чемпионский титул 1962 года, а затем играл за «Мирамар Мисьонес» и венесуэльскую «Депортиво Галисию», в которой закончил карьеру игрока.

#### В национальной сборной
В составе сборной Уругвая был участником чемпионата мира по футболу 1954 года, но там не играл.
Принимал участие в двух чемпионатах Южной Америки (1955, 1956), став в 1956 году чемпионом континента в составе сборной.

## Достижения
«Насьональ»
- Чемпион Уругвая (3): 1955, 1956, 1957

«Пеньяроль»
- Чемпион Уругвая (1): 1962

Уругвай
- Чемпион Южной Америки (1): 1956